# Desnudação

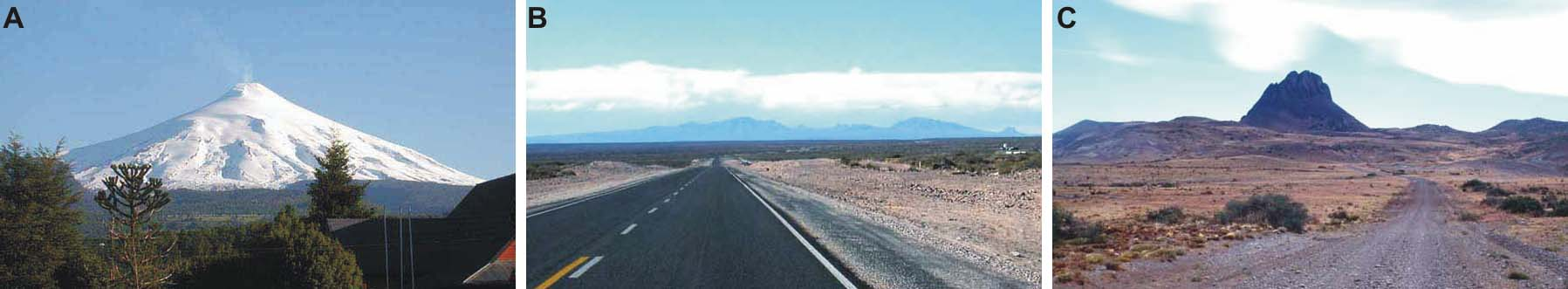
A) Volcán Villarica, Chile, um vulcão intacto sem desnudação e erosão; B) Volcán Chachahén, Mendoza, Argentina, um vulcão sob forte efeito de erosão; C) Lago Cardiel, Santa Cruz, Argentina, uma área vulcânica sob efeito de denudação, expondo corpo subvulcânico.[http://www.scielo.br/pdf/rem/v59n1/a003.pdf

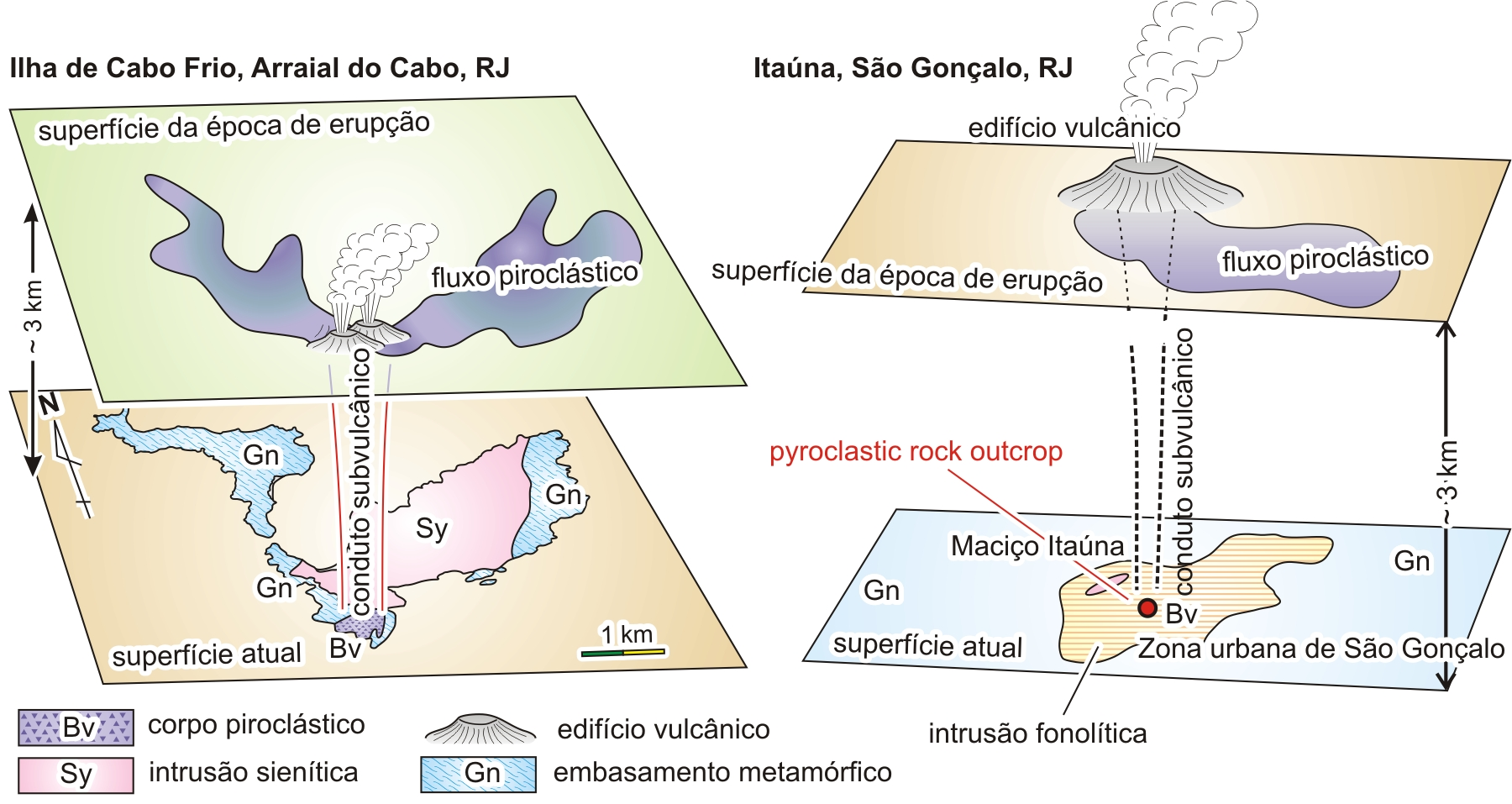
A) Ilustrações esquemáticas de denudação regional para corpos intrusivos alcalinos da Ilha de Cabo Frio - Arraial do Cabo, e Morro de Itaúna - São Gonçalo, RJ.

A desnudação é um termo geológico que indica a remoção da superfície de uma região por efeito erosivo (sentido amplo).
Este fenômeno ocorre geralmente por soerguimento regional por atividades tectônicas. A desnudação é tipicamente observada na região litorânea dos estados de São Paulo e Rio de Janeiro. Nesta região, durante o Cenozoico, ocorreu um soerguimento regional de 3 km. Entretanto, a serra de altura de 3000 m é instável. Por meio de forte efeito erosivo da região tropical, o nível relativo da superfície abaixou 3 km. Portanto a superfície autal expõe a estrutura geológica subterrânea de 3 km de profundidade a partir da superfície daquele tempo. Dessa forma, observam-se corpos subvulcânicos em Itatiaia, Mendanha-Nova Iguaçu, Itaúna-São Gonçalo, Tanguá, Ilha de Cabo Frio etc. Por outro lado, a erosão remove os materiais constituintes de locais altos e, portanto com a passagem do tempo. O nível da superfície tem sido mantido desde o tempo do evento geológico interessado até o presente. Os corpo subvulcânico que se afloram atualmente na superfície da Terra pela desnudação regional não podem ser chamados de vulcão.